# Cidade Quezon
Cidade Quezon (filipino: Lungsod Quezon; inglês: Quezon City; espanhol: Ciudad Quezón) é uma cidade das Filipinas localizada na ilha de Luzon, já exercendo a função de capital das Filipinas (entre 1948 e 1976). A cidade é conurbada com Manila (Capital das Filipinas), estando ao norte da cidade. Mesmo não sendo mais a capital formal do país, muitos prédios e organizações governamentais ainda continuam na cidade (como o Complexo Batasang Pambansa - o parlamento). De acordo com o censo de 1 de maio  de  2020 possui uma população de 2 960 048 pessoas e 738 724 domicílios, sendo a maior cidade do país.

## Etimologia
Seu nome é uma homenagem ao presidente filipino Manuel Quezon, que fundou a cidade.

## História
Antes da cidade de Quezon ser fundada, a região era dividida em pequenas vilas, como Novaliches, San Francisco del Monte e Balintawak. No dia 23 de agosto de 1896 o grupo Katipunan, liderado por Andrés Bonifácio iniciou a revolução contra a Espanha em uma casa desta região (Melchora Aquino). No início do século XX, o presidente Manuel Quezon idealizou uma nova capital para substituir Manila, depois de uma viagem ao México.
Em 1938 este presidente criou uma Companhia de Terras e comprou 15,29 km2 na região de Diliman, da família Tuason (hoje estas terras estão no "Barrio Obrero"). O governo filipino assinou uma lei criando a cidade, ainda com o nome de "Cidade Balintawak", em 12 de outubro de 1939. Posteriormente o nome da cidade foi alterado para o atual, em uma homenagem dos políticos à figura do presidente fundador.
Após a Segunda Guerra Mundial, a cidade se expandiu, anexando parte de Caloocan. Em 1975 a cidade é incluída na Metro Manila. Em 24 de julho de 1976 a capital filipina volta a ser Manila. Em 31 de março de 1978 o presidente Ferdinand Marcos traslada os restos mortais do presidente Quezon para um cemitério ao norte de Manila. Em 22 de fevereiro de 1986 a cidade foi palco da Revolução do Poder Popular, também conhecida como Revolução da EDSA, pois teve seu início na "Epifânio De los Santos Avenue". Esta revolta culminou na renúncia do presidente Marcos.
Em 1999 houve uma tentativa de separação da cidade de Novaliches, porém, no dia 23 de outubro um plebiscito rejeitou a secessão desta localidade.

## Quezon, capital das Filipinas
Após a guerra, temendo ataques navais como os que poderiam acontecer em Manila, uma cidade a beira mar, o presidente Quezon idealizou uma cidade nova para sediar a capital. Em uma localidade distante 15 km de Manila, na região de Diliman, foram compradas as terras que sediariam o novo empreendimento. O arquiteto dos EUA Willian Parsons, que era o consultor nesta área de atuação quanto as Filipinas ainda eram colônia dos EUA, foi convidado para fazer o projeto da nova capital. Foi ele quem escolheu o local para a construção. Porém, as obras e o plano de construção foram feitos pelo seu assistente Harry Frost, com a colaboração do filipino Juan Arellano e com o paisagista Louis Croft.
As autoridades aprovaram o plano em 1941. No centro haveria 400 hectares de áreas verdes, e a cidade seria cortada por quatro avenidas: Norte, Sul, Leste e Oeste. A cidade teria uma forma "elíptica". No centro da elipse ficariam os prédios das instituições do Estado filipino.

## Geografia
A cidade se localiza no Planalto de Guadalupe, entre as terras baixas de Manila e o vale do Rio Marikina. A parte sul da cidade faz parte da microbacia do Rio San Juan, que deságua no Rio Pasig. Na parte norte temos o Rio Tullahan. Cidade Quezon faz divisa com Manila no sudoeste, e Caloocan e Valenzuela no oeste e e noroeste. Na parte sul o município faz divisa com San Juan e Mandaluyong, e na sudeste com Marikina e Pasig. Na parte norte a cidade faz divisa com San Jose del Monte, Rodriguez e San Mateo.

## Clima
A cidade possui um clima tropical de monção.
| Dados climáticos para Jardim da Ciência (1981–2010, extremos 1961–2012) | Dados climáticos para Jardim da Ciência (1981–2010, extremos 1961–2012) | Dados climáticos para Jardim da Ciência (1981–2010, extremos 1961–2012) | Dados climáticos para Jardim da Ciência (1981–2010, extremos 1961–2012) | Dados climáticos para Jardim da Ciência (1981–2010, extremos 1961–2012) | Dados climáticos para Jardim da Ciência (1981–2010, extremos 1961–2012) | Dados climáticos para Jardim da Ciência (1981–2010, extremos 1961–2012) | Dados climáticos para Jardim da Ciência (1981–2010, extremos 1961–2012) | Dados climáticos para Jardim da Ciência (1981–2010, extremos 1961–2012) | Dados climáticos para Jardim da Ciência (1981–2010, extremos 1961–2012) | Dados climáticos para Jardim da Ciência (1981–2010, extremos 1961–2012) | Dados climáticos para Jardim da Ciência (1981–2010, extremos 1961–2012) | Dados climáticos para Jardim da Ciência (1981–2010, extremos 1961–2012) | Dados climáticos para Jardim da Ciência (1981–2010, extremos 1961–2012) |
| Mês                                                                     | Jan                                                                     | Fev                                                                     | Mar                                                                     | Abr                                                                     | Mai                                                                     | Jun                                                                     | Jul                                                                     | Ago                                                                     | Set                                                                     | Out                                                                     | Nov                                                                     | Dez                                                                     | Ano                                                                     |
| ----------------------------------------------------------------------- | ----------------------------------------------------------------------- | ----------------------------------------------------------------------- | ----------------------------------------------------------------------- | ----------------------------------------------------------------------- | ----------------------------------------------------------------------- | ----------------------------------------------------------------------- | ----------------------------------------------------------------------- | ----------------------------------------------------------------------- | ----------------------------------------------------------------------- | ----------------------------------------------------------------------- | ----------------------------------------------------------------------- | ----------------------------------------------------------------------- | ----------------------------------------------------------------------- |
| Recorde alta °C (°F)                                                    | 34.7 (94.5)                                                             | 35.6 (96.1)                                                             | 36.8 (98.2)                                                             | 38.0 (100.4)                                                            | 38.5 (101.3)                                                            | 38.0 (100.4)                                                            | 36.2 (97.2)                                                             | 35.8 (96.4)                                                             | 35.4 (95.7)                                                             | 35.4 (95.7)                                                             | 35.0 (95)                                                               | 34.7 (94.5)                                                             | 38.5 (101.3)                                                            |
| Média alta °C (°F)                                                      | 30.6 (87.1)                                                             | 31.7 (89.1)                                                             | 33.4 (92.1)                                                             | 35.0 (95)                                                               | 34.7 (94.5)                                                             | 33.1 (91.6)                                                             | 31.9 (89.4)                                                             | 31.3 (88.3)                                                             | 31.6 (88.9)                                                             | 31.6 (88.9)                                                             | 31.4 (88.5)                                                             | 30.5 (86.9)                                                             | 32.2 (90)                                                               |
| Média diária °C (°F)                                                    | 25.7 (78.3)                                                             | 26.3 (79.3)                                                             | 27.8 (82)                                                               | 29.4 (84.9)                                                             | 29.7 (85.5)                                                             | 28.8 (83.8)                                                             | 28.0 (82.4)                                                             | 27.8 (82)                                                               | 27.8 (82)                                                               | 27.6 (81.7)                                                             | 27.1 (80.8)                                                             | 26.0 (78.8)                                                             | 27.7 (81.9)                                                             |
| Média baixa °C (°F)                                                     | 20.8 (69.4)                                                             | 20.9 (69.6)                                                             | 22.1 (71.8)                                                             | 23.7 (74.7)                                                             | 24.7 (76.5)                                                             | 24.6 (76.3)                                                             | 24.1 (75.4)                                                             | 24.2 (75.6)                                                             | 24.0 (75.2)                                                             | 23.5 (74.3)                                                             | 22.7 (72.9)                                                             | 21.6 (70.9)                                                             | 23.1 (73.6)                                                             |
| Recorde baixa °C (°F)                                                   | 15.5 (59.9)                                                             | 15.1 (59.2)                                                             | 14.9 (58.8)                                                             | 17.2 (63)                                                               | 17.8 (64)                                                               | 18.1 (64.6)                                                             | 17.7 (63.9)                                                             | 17.8 (64)                                                               | 20.0 (68)                                                               | 18.6 (65.5)                                                             | 15.6 (60.1)                                                             | 15.1 (59.2)                                                             | 14.9 (58.8)                                                             |
| Precipitação média mm (pol.)                                            | 18.5 (0.728)                                                            | 14.6 (0.575)                                                            | 24.8 (0.976)                                                            | 40.4 (1.591)                                                            | 186.7 (7.35)                                                            | 316.5 (12.461)                                                          | 493.3 (19.421)                                                          | 504.2 (19.85)                                                           | 451.2 (17.764)                                                          | 296.6 (11.677)                                                          | 148.8 (5.858)                                                           | 78.7 (3.098)                                                            | 2 574,4 (101,354)                                                       |
| Média de dias chuvosos (≥ 0.1 mm)                                       | 4                                                                       | 3                                                                       | 4                                                                       | 5                                                                       | 12                                                                      | 18                                                                      | 22                                                                      | 23                                                                      | 22                                                                      | 18                                                                      | 14                                                                      | 8                                                                       | 153                                                                     |
| Média umidade relativa (%)                                              | 76                                                                      | 73                                                                      | 69                                                                      | 67                                                                      | 72                                                                      | 79                                                                      | 83                                                                      | 84                                                                      | 84                                                                      | 83                                                                      | 82                                                                      | 79                                                                      | 78                                                                      |
| Fonte: PAGASA                                                           |                                                                         |                                                                         |                                                                         |                                                                         |                                                                         |                                                                         |                                                                         |                                                                         |                                                                         |                                                                         |                                                                         |                                                                         |                                                                         |

## Economia
A cidade é um dos centros econômicos das Filipinas, sediando muitas das indústrias deste país, principalmente do ramo da comunicação. O setor comercial também é bastante forte, com vários shoppings.

## Educação
A cidade possui muitas universidades. Dentre elas, podemos destacar a Universidade Ateneo de Manila, Universidade das Filipinas Diliman, Universidade Nossa Senhora de Fátima, Fundação Médica Nicanor Reyes, Capitol Medical Center Colleges, e a Universidade do Leste Ramon Magsaysay-Centro Médico, Instituto Tecnológico das Filipinas e Universidade Politécnica das Filipinas. O município possui a sua própria universidade, a Universidade Politécnica de Cidade Quezon.

## Transporte
Pelo território de Cidade Quezon passam as três linhas que fazem parte do Metrô de Manila: a Linha Amarela e a Linha Púrpura, que fazem parte de um sistema de veículo leve sobre trilhos (Sistema de VLT de Manila), e a Linha Azul, que faz parte do primeiro sistema de metrô de Manila. Um monotrilho está sendo construído, o Monotrilho da Universidade das Filipinas Diliman. As rodovias mais importantes são as rotas circunferenciais (Rota Circunferencial 03, Rota Circunferencial 04 e Rota Circunferencial 05).

## Política
Como toda cidade filipina, Cidade Quezon possui um prefeito eleito para o mandato de 03 anos e está dividida em unidades menores (Barangay). A cidade possui 142 barangays.

## Cidades Irmãs
- New Westminster, Colúmbia Britânica, Canadá
- Shenyang, Liaoning, China
- Yuci, Shaanxi, China
- Condado de Maui, Havaí, Estados Unidos
- Daly City, Califórnia, Estados Unidos
- Fort Walton Beach, Flórida, Estados Unidos
- Kenosha, Wisconsin, Estados Unidos
- Salt Lake City, Utah, Estados Unidos
- Alicia, Isabela, Filipinas
- Cotabato, Cotabato, Filipinas
- Davao, Davao do Sul, Filipinas
- General Santos, Cotabato do Sul, Filipinas
- Iloilo, Iloilo, Filipinas
- Pura, Tarlac, Filipinas
- Roxas, Capiz, Filipinas
- Sadanga, Montanha, Filipinas
- Wao, Lanao do Sul, Filipinas
- Hagåtña, Guam[10]
- Chiba, Chiba, Japão
- Taipei, Taiwan